# 沙赫马尔丹·叶谢诺夫
沙赫马尔丹·叶谢诺维奇·叶谢诺夫（俄语：Шахмардан Есенович Есенов；1927年8月5日—1994年9月28日），哈萨克族，苏联地质学家，哈萨克苏维埃社会主义共和国科学院院士，党和国家领导人。曾任哈萨克苏维埃社会主义共和国地质部长、科学院院长，哈萨克苏维埃社会主义共和国最高苏维埃主席等职务。地质矿物学博士。

## 生平
- 1927年8月5日出生于苏联哈萨克自治社会主义苏维埃共和国克孜勒奥尔达州希耶利区巴拉比村，属中玉兹钦察部。
- 1944年-1949年，哈萨克矿业冶金学院学习。
- 1949年-1957年，卡拉干达州杰兹卡兹甘地质勘探队地质学家，高级工程师。1956年加入苏联共产党。
- 1957年-1960年，杰兹卡兹甘地质勘探队总地质学家，总工程师。
- 1960年-1961年，哈萨克苏维埃社会主义共和国地质部副部长。
- 1961年-1965年，哈萨克苏维埃社会主义共和国地质部长。
- 1965年7月-1967年1月，哈萨克苏维埃社会主义共和国部长会议副主席，主管重工业工作。
- 1967年2月-1974年4月，哈萨克苏维埃社会主义共和国科学院院长兼科学院地质科学研究所所长。期间，1967年4月-1974年8月，哈萨克苏维埃社会主义共和国最高苏维埃主席。1972年起任哈萨克苏维埃社会主义共和国科技进步奖评审委员会主席。1970年获地质矿物学博士学位，研究方向为铜砂岩矿床的成因、成矿和找矿方法。
- 1974年-1978年，哈萨克苏维埃社会主义共和国地质部长。期间，1983年毕业于莫斯科地质勘探学院研究生部。
- 1978年-1994年，哈萨克理工学院地质系主任、教授。
- 1994年9月28日于阿拉木图逝世，享年67岁。

叶谢诺夫是苏共24大代表，第24届中央候补委员；第8届苏联最高苏维埃联盟院代表，第5-9,12届哈萨克苏维埃社会主义共和国最高苏维埃代表。

## 贡献
1962年，曼吉什拉克半岛油田被发现。赫鲁晓夫打算将此处划归土库曼或阿塞拜疆，因为这两个加盟共和国在石油开采方面更有经验。时任哈共中央第一书记丁穆罕默德·库纳耶夫指示地质部长叶谢诺夫阻止将曼吉什拉克划归其他共和国。叶谢诺夫以其才华、魅力、智慧和最高的专业精神在苏联领导层和学界中享有权威和信任。他在最高苏维埃主席团和苏联部长会议的一次非公开联席会议上讨论了这个问题。他论证了将曼吉什拉克地区留在哈萨克的必要性，表明哈萨克有足够的科学和工业潜力来开发该地区。他的论述得到了苏联部长会议第一副主席柯西金与在场的大多数代表的支持。最终曼吉什拉克留在了哈萨克。
在叶谢诺夫的领导下，扎纳奥津、卡拉赞巴斯、哲特拜、卡拉姆卡斯等地的油气田和杰兹卡兹甘的铜矿被探明。这些资源构成了现代哈萨克斯坦的工业基础。

## 荣誉
- 1963年列宁奖（发现曼吉什拉克半岛油田）
- 两次列宁勋章
- 两次哈萨克苏维埃社会主义共和国最高苏维埃荣誉证书
- 哈萨克苏维埃社会主义共和国科学院乔坎·瓦里汗诺夫奖（1971）
- 哈萨克苏维埃社会主义共和国阿拜国家奖（1972）

## 纪念
1995年，阿克套理工学院被命名为阿克套叶谢诺夫理工学院，以纪念这位地质学家的功绩。